# Maszta Mahfuz
Maszta Mahfuz (arab. مشتى محفوظ) – wieś w Syrii, w muhafazie Hama. W 2004 roku liczyła 648 mieszkańców.